# خانه فخری
خانه فخری مربوط به دوره پهلوی دوم است و در راور، خیابان ثامن الحجج، محله قدیمی کشمونوئیه واقع شده و این اثر در تاریخ ۱۰ مهر ۱۳۸۰ با شمارهٔ ثبت ۴۱۸۲ به‌عنوان یکی از آثار ملی ایران به ثبت رسیده است.